# Delkyrka
En delkyrka (latin: ecclesia particularis) är en katolsk kyrka som utgör en del av Romersk-katolska kyrkans fulla gemenskap genom påven. De står enligt kanonisk rätt i officiell kommunion med Romersk-katolska kyrkan genom erkännande av påven som högste synlige ledare. Dit räknas latinska kyrkan som följer de latinska riterna och de östliga katolska kyrkorna som följer någon av de östliga riterna.
Katolska kyrkan består av totalt 23 delkyrkor med var sin rit, som vanligen delas upp i den västliga och den östliga ritfamiljen. Av dessa är den västliga romerska riten mest spridd, både geografiskt och i antal medlemmar.